# Zelo velik teleskop
Zelo velik teleskop (VLT, angleško: Very Large Telescope) je skupina teleskopov, ki jo vodi Evropski južni observatorij na gori Cerro Paranal v puščavi Atacama v severnem Čilu. VLT sestavljajo štirje ločeni teleskopi, vsak s primarnim zrcalom velikim 8,2 m, ki se po običajno uporabljajo ločeno, lahko pa tudi skupaj, da dosežejo zelo visoko kotno ločljivost. Štirje ločeni optični teleskopi so poimenovani Antu, Kueyen, Melipal inYepun, ki so tudi imena za astronomske objekte v jeziku mapudungun. Teleskopi sestavljajo niz, ki ga dopolnjujejo štirje pomožni teleskopi (AT-ji) s premerom 1,8 m.